# Spiroctenus personatus
Espèce
Spiroctenus personatus est une espèce d'araignées mygalomorphes de la famille des Bemmeridae.

## Distribution
Cette espèce est endémique du Mozambique,. Elle se rencontre vers la baie de Maputo.

## Description
Le mâle holotype mesure 20 mm.

## Publication originale
- Simon, 1889 : Descriptions d'espèces africaines nouvelles de la famille des Aviculariidae. Actes de la Société Linnéenne de Bordeaux, vol. 42, p. 405-415 (texte intégral).